# Жосалинський сільський округ (Жосали)
Жосали́нський сільський округ (каз. Жосалы ауылдық округі, рос. Жосалинский сельский округ) — адміністративна одиниця у складі Кармакшинського району Кизилординської області Казахстану. Адміністративний центр — селище Жосали.
Населення — 20351 особа (2021; 19367 у 2009, 19380 у 1999, 19831 у 1989).
Станом на 1989 рік існували Джусалинська селищна рада (смт Джусали) та Коркитська сільська рада (село Коркит, селище Дерментобе). 2018 року було ліквідовано села Кемесалган та Шошкаколь.

## Склад
До складу округу входять такі населені пункти:
| Населений пункт              | Колишні назви | Населення, осіб (1989) | Населення, осіб (1999) | Населення, осіб (2009) | Населення, осіб (2021) |
| ---------------------------- | ------------- | ---------------------- | ---------------------- | ---------------------- | ---------------------- |
| Дірментобе, станційне селище | Дерментобе    | 16                     | 129                    | 135                    | 47                     |
| Жосали, селище               | Джусали       | 19509                  | 18997                  | 18983                  | 20182                  |
| Кемесалган, село             | -             | -                      | 26                     | 17                     | -                      |
| Коркит, станційне селище     | -             | 306                    | 196                    | 202                    | 116                    |
| Ордази, село                 | -             | -                      | 23                     | 20                     | 6                      |
| Саритогай, станційне селище  | -             | -                      | 6                      | 5                      | 0                      |
| Шошкаколь, село              | -             | -                      | 3                      | 5                      | -                      |